# Phạm Minh Đức
Phạm Minh Đức (sinh ngày 5 tháng 5 năm 1976) là huấn luyện viên bóng đá, cựu cầu thủ bóng đá chuyên nghiệp người Việt Nam, cựu tuyển thủ quốc gia bóng đá Việt Nam năm 2002. Hiện tại, ông đang là huấn luyện viên trưởng của câu lạc bộ SHB Đà Nẵng.
Minh Đức đã từng liên quan đến tranh chấp chuyển nhượng ở V-League năm 2003, được đội bóng chủ quản Hàng không Việt Nam yêu cầu đội bóng Hoàng Anh Gia Lai phải tuân theo luật chuyển nhượng và trả một mức phí tượng trưng có giá trị chỉ là 500 VNĐ (tương đương 0,17 % mức lương tối thiểu của Việt Nam khi đó).
Ngày 13 tháng 2 năm 2016, Minh Đức được bổ nhiệm vị trí huấn luyện viên trưởng Hà Nội T&T thay cho Phan Thanh Hùng. Tuy nhiên sau chuỗi thành tích bết bát của đội bóng với chỉ 1 điểm có được sau 4 trận đấu, ngày 17 tháng 3 năm 2016 Minh Đức chính thức xin từ chức, nhường lại vị trí huấn luyện viên trưởng đội bóng Hà Nội T&T cho trợ lý Chu Đình Nghiêm.

## Danh hiệu
Đội tuyển quốc gia
- Giải vô địch bóng đá Đông Nam Á Huy chương đồng: 2002

Câu lạc bộ
Hoàng Anh Gia Lai
- V-League  Vô địch: 2003, 2004
- Siêu cúp Việt Nam  Vô địch: 2003, 2004

Becamex Bình Dương
- V-League  Vô địch: 2007, 2008; Á quân: 2009
- Cúp Việt Nam  Á quân: 2008
- Siêu cúp Việt Nam  Vô địch: 2007, 2008

Hà Nội T&T
- V-League  Vô địch: 2010
- Siêu cúp Việt Nam  Vô địch: 2010

Hồng Lĩnh Hà Tĩnh
- Giải bóng đá hạng nhất quốc gia 2019  Vô địch: 2019

## Sự nghiệp huấn luyện viên
Từ năm 2016 anh làm huấn luyện viên trưởng câu lạc bộ Hà Nội T&T, thay cho Phan Thanh Hùng. Tuy nhiên sau 4 trận đầu tiên câu lạc bộ thua 3 hoà 1 và chưa thắng trận nào.
Sau khi nhường ghế HLV trưởng cho trợ lý Chu Đình Nghiêm, anh chuyển sang huấn luyên đội bóng từ hạng thấp hơn là Câu lạc bộ bóng đá Hà Nội B (nay là đội bóng Câu lạc bộ bóng đá Hồng Lĩnh Hà Tĩnh). Mùa giải 2018, Hà Nội B thi đấu ở Giải bóng đá hạng nhất quốc gia 2018 và đứng thứ 2 sau 18 vòng đấu, chỉ cách Câu lạc bộ bóng đá Viettel có 10 điểm. Trong trận đấu Play-off với Nam Định F.C., đội bóng của anh thất bại với tỉ số 1-0. Sau thất bại đó, đội bóng này đã chuyển tên thành Câu lạc bộ bóng đá Hồng Lĩnh Hà Tĩnh và chuyển về Hồng Lĩnh làm SVĐ. Tại mùa giải 2019, đội bóng thể hiện sự quyết tâm và sau 22 vòng đấu, đội bóng đứng đầu Giải bóng đá hạng nhất quốc gia 2019 với 53 điểm, hơn đội đứng thứ 2 là Câu lạc bộ bóng đá Phố Hiến tới 13 điểm và giành vé vào V-League 2020.